# Anthony Aires
Anthony Nahuel Aires Almeida (Las Piedras, 18 maggio 2004) è un calciatore uruguaiano, attaccante del Cerro.

## Carriera

### Club
Cresciuto nel settore giovanile del Liverpool (M), ha debuttato in prima squadra il 16 maggio 2021 nell'incontro di Primera División vinto 4-2 contro il Dep. Maldonado. Nel 2022, al compimento dei 18 anni, ha firmato il suo primo contratto professionistico con i nerazzurri.
Nel febbraio del 2024 è stato ceduto in prestito alla Juventud, dove ha trascorso una stagione da titolare in Segunda División segnando 5 reti in 25 incontri. Rimasto svincolato al termine dell'annata, il 6 febbraio 2025 ha firmato un contratto con il Cerro.

### Nazionale
Ha giocato nella nazionale uruguaiana Under-15.

## Statistiche

### Presenze e reti nei club
Statistiche aggiornate al 20 aprile 2024.
| Stagione        | Squadra         | Campionato      | Campionato | Campionato | Coppe nazionali | Coppe nazionali | Coppe nazionali | Coppe continentali | Coppe continentali | Coppe continentali | Altre coppe | Altre coppe | Altre coppe | Totale | Totale | Totale |
| Stagione        | Squadra         | Comp            | Pres       | Reti       | Comp            | Pres            | Reti            | Comp               | Pres               | Reti               | Comp        | Pres        | Reti        | Pres   | Reti   |        |
| --------------- | --------------- | --------------- | ---------- | ---------- | --------------- | --------------- | --------------- | ------------------ | ------------------ | ------------------ | ----------- | ----------- | ----------- | ------ | ------ | ------ |
| 2021            | Liverpool (M)   | PD              | 3          | 0          | CU              | 0               | 0               | CL                 | 0                  | 0                  | -           | -           | -           | 3      | 0      |        |
| 2022            | Liverpool (M)   | PD              | 1          | 0          | CU              | 0               | 0               | CS                 | 0                  | 0                  | -           | -           | -           | 1      | 0      |        |
| 2023            | Liverpool (M)   | PD              | 2          | 0          | CU              | 1               | 0               | CL                 | 0                  | 0                  | SU          | 0           | 0           | 3      | 0      |        |
| 2024            | Juventud        | SD              | 25         | 5          | CU              | 1               | 0               | -                  | -                  | -                  | -           | -           | -           | 26     | 5      |        |
| 2025            | Cerro           | PD              | 4          | 0          | CU              | 0               | 0               | -                  | -                  | -                  | -           | -           | -           | 4      | 0      |        |
| Totale carriera | Totale carriera | Totale carriera | 35         | 5          |                 | 2               | 0               |                    | 0                  | 0                  |             | 0           | 0           | 35     | 5      |        |

## Palmarès

### Club

#### Competizioni nazionali
- Campionato uruguaiano: 1

Liverpool Montevideo: 2023
- Supercoppa uruguaiana: 2

Liverpool Montevideo: 2023